# 사천경찰서
사천경찰서(泗川警察署, Sacheon Police Station)는 경상남도경찰청이 관할하는 경찰서 중 하나이다. 경상남도 사천시 일대를 관할한다. 경상남도 사천시 남일로 37(동금동)에 위치하고 있다.
서장은 총경으로 보한다.

## 기본 정보
- 주소: 경상남도 사천시 남일로 37(동금동)
- 우편번호: 664-704

## 관할 파출소 및 지구대
사천경찰서는 2개의 지구대와 6개의 파출소를 산하에 두고 있다.
| 명칭         | 사진 | 주소                 | 관할구역                                 | 치안센터                  |
| ------------ | ---- | -------------------- | ---------------------------------------- | ------------------------- |
| 삼천포지구대 |      | 중앙로 89            | 동서동, 선구동, 동서금동, 벌용동, 향촌동 | 서부치안센터 봉남치안센터 |
| 사천지구대   |      | 사천읍 평화2길 31    | 사천읍, 정동면, 축동면                   | 정동치안센터 축동치안센터 |
| 남양파출소   |      | 진삼로 122           | 남양동                                   |                           |
| 용현파출소   |      | 용현면 진삼로 635    | 용현면                                   |                           |
| 사남파출소   |      | 사남면 진삼로 1101   | 사남면                                   |                           |
| 곤양파출소   |      | 곤양면 성내공원길 8  | 곤양면                                   |                           |
| 서포파출소   |      | 서포면 서포로 284-16 | 서포면                                   |                           |
| 곤명파출소   |      | 곤명면 곤명1로 105   | 곤명면                                   |                           |

## 같이 보기
- 경상남도지방경찰청